# 澳洲國家影片與聲音檔案館
澳大利亞國立影片與聲音檔案館（National Film and Sound Archive；NFSA），創立於1935年，位於澳大利亞首都特區的澳大利亞國立大學（ANU）校園東側。負責收藏與保存澳大利亞相關的所有影片與聲音檔案。

## 外部連結
- National Film and Sound Archive （页面存档备份，存于）